# Like a Dragon: Pirate Yakuza in Hawaii
Like a Dragon: Pirate Yakuza in Hawaii (также известна как Like a Dragon 8 Gaiden: Pirates in Hawaii в азиатских регионах) — компьютерная игра в жанре action-adventure, разработанная Ryu Ga Gotoku Studio и издаваемая компанией Sega. Игра является ответвлением серии Like a Dragon.
Это третья игра во франшизе, в которой Горо Мадзима выступает в качестве основного протагониста. Являясь продолжением игры Like a Dragon: Infinite Wealth, сюжет Pirate Yakuza in Hawaii повествует о Мадзиме, который очутился на острове Гавайи, не помня ничего, и ввязался в войну с местными пиратами.

## Игровой процесс
Игра представляет собой приключенческий боевик с видом от третьего лица. Игроку предстоит исследовать остров Гавайи, выполняя сюжетные и побочные задания. В отличие от Infinite Wealth, боевая система игры не является пошаговой, а является представителем жанра beat 'em up (как было в играх серии до седьмой части и спин-оффе The Man Who Erased His Name): у Мадзимы есть два боевых стиля — один, «Бешеный пёс», напоминает его боевой стиль из прошлых частей с быстрым исполнением комбинаций ударов, а другой, «Морской волк», предполагает использование холодного оружия и других «пиратских умений». Как и в других играх серии, в Pirate Yakuza in Hawaii имеются мини-игры, например, аркадные автоматы (в числе которых Virtua Fighter 3tb, SpikeOut и Sega Racing Classic 2) или исполнение караоке.
Впервые в серии, игроку предстоит собрать свою пиратскую команду и участвовать в морских сражениях на кораблях. Корабли можно изменять, добавляя различное снаряжение для битв или косметические предметы для внешнего вида корабля.

## Сюжет
В августе 2024 года Горо Мадзима оказывается выброшенным на берег острова Рич, расположенного неподалёку от Гавайских островов, не помня абсолютно ничего о себе. Его нашёл и разбудил местный острова, юноша Ноа Рич. Спасая Ноя от местных пиратов, Мадзима попадает в дом Ноя, где его пьяный отец Джейсон рассказывает ему, что тот, скорее всего, потерпел кораблекрушение, возвращаясь с острова Неле, который сейчас зачищают японские якудза. Спасая дочь Джейсона Моану, Мадзима вступает в схватку с прибывшими пиратами и побеждает их капитана, Джека Коллекционера. Наняв корабельного повара Масару Фудзиту, Мадзима решает захватить команду Джека и стать её капитаном. Масару рассказывает, что когда-то он сотрудничал с Джейсоном, бывшим кладоискателем, который искал «потерянное сокровище Эсперансы» — городской миф, утверждающий, что в нём содержится «эликсир вечной жизни», способный излечить любые болезни. Джейсон намеревался найти эликсир, чтобы вылечить астму Ноя, но потерял свой корабль во время матча в Колизее, в результате чего потерял много денег и исчез. Мадзиме удается уговорить Джейсона присоединиться к команде, в том числе и ради Ноя, который жаждет исследовать мир за пределами острова. Собрав команду, Мадзима отплывает и направляется к острову Неле.
Прибыв на остров Неле, Мадзима и его команда подвергаются нападению местной шпаны во главе некоего Родригеса. Терухико Сигаки, бывший патриарх клана Тодзё, вмешивается, чтобы остановить драку. Он объясняет, что после того, как план Масатаки Эбины провалился, Сигаки вмешался, чтобы продолжить план по очистке территории, которым руководили бывшие высшие чины клана Тодзё и правительство штата Гавайи, позволив якудзам получить нормальную работу. После этого Сигаки сообщает Мадзиме, что Тайга Саэдзима тоже прибудет на остров Неле, планируя вернуть его в Японию. Увидев, что несколько якудза отправляются на яхту, Мадзима и его команда направляются в Мадлантис, социальный центр для пиратов, построенный на вершине кладбища кораблей бывшим коррумпированным мудрецом Брайсом Фэйрчайлдом, который теперь находится под управлением королевы Мишель. По пути Масару узнает, что в Мадлантисе начал появляться нью-йоркский ростовщик Спейд Такер, у которого, похоже, есть новая информация о сокровищах Эсперансы.
Прибыв на Мадлантис, команда обнаруживает, что Такера нигде нет, а за голову Мадзимы назначил награду Мортимер, высокопоставленный пиратский командор, который ранее предал команду Джейсона и стал причиной его поражения в Колизее. Улучшив свой корабль, Мадзима попадает в Колизей и побеждает один из кораблей армады Мортимера. После этого команду приглашают на встречу с королевой Мишель, а также с Мортимером, королём пиратов Рэймондом Лоу и старшей дочерью Джейсона Наоми, которая является правой рукой королевы. Наоми тайно рассказывает Мадзиме, что Мишель знает о цели Мадзимы на острове Неле и просит его помочь ей найти секрет, спрятанный на острове.
Ноа похищают последователи Палекана, и Мадзиме, Масару и Джейсону приходится пробираться через подземный Мадлантис и спасать его. Желая получить ответы на вопросы, Мадзима и его команда встречаются в Гонолулу с Наоми, которая рассказывает, что сокровища Эсперансы были зарыты где-то на острове Неле, и что она получила информацию от Такера. Такер, стремясь найти сокровища, работает с Сигаки, чтобы предотвратить закрытие острова Неле правительством. Мадзима возвращается на остров Неле и сталкивается с Сигаки, который нападает на группу. Сигаки объясняет, что Мадзима и Саэдзима мешают найти сокровища и что именно он организовал похищение Ноя, чтобы помешать Мадзиме покинуть Мадлантис, а Саэдзиме — прибыть на остров. Сигаки помирился с Мадзимой и присоединился к его команде, чтобы найти сокровища. Саэдзима прибывает на остров Неле, намереваясь вернуть Мадзиму в Японию. Они сражаются, и Саэдзима терпит поражение.
Мадзима решает встретиться с Такером, но тот не соглашается, заставляя его сражаться со своей личной командой телохранителей на одном из островов. В конце концов Такер соглашается встретиться с Мадзимой и рассказывает, что нашёл дневник, написанный одним из нападавших на «Эсперансу», который, припрятав сокровища, выбросился на остров Неле. Там пираты обнаружили в пещере «деревню еретиков» и решили спрятать сокровища там. Ной обнаруживает на острове старика, который, как выяснилось позже, является отцом Родригеса, обладателем серебра из сокровищ Эсперансы, и они ссорятся. Родригес объединяется с последователями Палекана и нападает на поселение якудзы, вынуждая Мадзиму в одиночку отбиваться от них. Позже Мадзиму спасают Ной, Саэдзима и его команда. Родригес оказывается в сговоре с Рэймондом, который планирует продать сокровища, но поясняет, что не знал о местонахождении клада. Мадзима решает заключить перемирие с Родригесом и вместе искать сокровища.
Мадзима решает помочь Такеру добраться до острова Неле через Мадлантис, но сталкивается с Мортимером и Рэймондом. Рэймонд договаривается с Мадзимой, что тот победил Мортимера в бою в Колизее, чтобы Такер прошёл дальше. Масару рассказывает, что Мортимер предложил ему устроить матч. Мадзима побеждает Масару, который позже рассказывает, что в своё время он и Мортимер были подкуплены Рэймондом, чтобы саботировать корабль Джейсона. Позже Масару помирился с Джейсоном. Мадзима побеждает Мортимера, которого позже убивают его же люди, попытавшись получить награду за Мадзиму.
Мадзима и его команда отбиваются от гигантского кальмара, который, как позже вспоминает Мадзима, стал причиной его кораблекрушения, и попадают в пещеру, где хранятся сокровища Эсперансы. Наоми докладывает Мишель, которая планирует отправить свою армаду, чтобы захватить сокровища силой. Рэймонд раскрывает план Мишель Родригесу, что позволяет Мадзиме и его команде перебить её армаду. Затем Рэймонд убивает Мишель и предаёт Родригеса, который похищает Моану в качестве разменной монеты в обмен на сокровища, что приводит Сигаки в бешенство, думая, что его собираются предать. Во время потасовки Сигаки случайно ударяет Джейсона ножом, отчего тот теряет сознание.
Мадзима возвращается в Мадлантис для обмена и сталкивается с Рэймондом, который начинает его пытать, пока Саэдзима и Наоми не приходят его спасать. Мадзима рассказывает Саэдзиме, что его воспоминания вернулись давным-давно, но он решил симулировать потерю памяти, чтобы исполнить мечту Ноа о приключениях. Мадзима, Саэдзима и Наоми пробиваются через Мадлантис и выводят из строя оборону Рэймонда, что позволяет команде Мадзимы взять Мадлантис штурмом. Мадзима сражается с Рэймондом, которого затем съедает белый кит. Позже команда воссоединяется с Джейсоном, который выжил после поножовщины, празднует победу и соглашается разделить находки, а Мадзима лишь делает фотографию на память.
Спустя 6 месяцев Мадзима, полностью восстановившись, рассказывает свою историю, снимая её для телешоу, при помощи своих подчиненных Нисиды и Дайсаку Минами, а также Итибана Касуги. Позже, его посещает Ной. В другом месте Джейсон и Масару исследуют эликсир, который еще не найден, и предполагают, что эликсир — это амбра, которая, как говорят, помогает продлить метаболизм человека и помогает ему жить дольше. Тем временем Родригес оплакивает смерть своего отца, а Сигаки наблюдает за ним. Во флешбэке отец Родригеса, оказавшийся последним членом пиратов, напавших на Эсперансу и продливших ему жизнь с помощью амбры, подбирает амбру, которую Мадзима и остальные во время своего предыдущего визита посчитали камнями, и бросает её в океан.
В сцене после титров, вернувшись в Японию, Мадзима и Саэдзима размышляют о своём путешествии, из которого позже выясняется, что Мадзима отправился на остров Неле, чтобы найти эликсир для своего давнего друга и соперника, Кадзумы Кирю, который болеет раком. Они навещают Кирю в больнице, планируя рассказать ему об их приключениях.

## Разработка и выход
Игра была анонсирована на презентации RGG Summit 20 сентября 2024 года с датой выхода 28 февраля 2025 года. Помимо обычного физического издания, Sega анонсировала коллекционное издание, в которое входят сама игра, пиратский флаг, повязка на глаз, монетка и акриловая статуэтка.
Разработчики заявили в интервью с журналом Famitsu, что игра будет примерно в полтора раза длиннее по времени прохождения, чем The Man Who Erased His Name.
18 октября 2024 года, во время презентации Xbox Partner Preview, разработчики объявили, что передвинули дату выхода игры на неделю раньше, чем планировалось — 21 февраля 2025 года. По словам разработчиков, это было сделано отчасти для того, чтобы игроки «с облегчением могли поиграть в игру, которая выйдет позже». Журналисты пришли к выводу, что речь идёт о Monster Hunter Wilds, которая вышла 28 февраля этого же года.
10 января 2025 года было объявлено, что режим «Новая игра+» будет выпущен в качестве бесплатного дополнения; в прошлых играх серии, этот режим был платным дополнением, либо же был доступен при покупке более дорогого издания.
13 февраля 2025 года была выпущена демоверсия игры на платформы PlayStation 5, Xbox Series X/S и Windows.

## Отзывы
| Сводный рейтинг       | Сводный рейтинг |
| Агрегатор             | Оценка          |
| --------------------- | --------------- |
| OpenCritic            | 86%             |
| Иноязычные издания    |                 |
| Издание               | Оценка          |
| Edge                  | 8/10            |
| Eurogamer             | [ 16 ]          |
| Game Informer         | 8.5/10          |
| GameSpot              | 7/10            |
| GamesRadar+           | [ 19 ]          |
| IGN                   | 8/10            |
| PC Gamer (UK)         | 70/100          |
| Shacknews             | 8/10            |
| VG247                 | [ 23 ]          |
| Video Games Chronicle | [ 24 ]          |
| Русскоязычные издания |                 |
| Издание               | Оценка          |
| StopGame.ru           | «Похвально»     |

Игра получила положительные отзывы после выхода. Критики хвалили добротный игровой процесс, битвы на кораблях и юмор в сюжете.